# Crux-la-Ville
Crux-la-Ville är en kommun i departementet Nièvre i regionen Bourgogne-Franche-Comté i de centrala delarna av Frankrike. Kommunen ligger i kantonen Saint-Saulge som tillhör arrondissementet Nevers. År 2022 hade Crux-la-Ville 399 invånare.

## Befolkningsutveckling
Antalet invånare i kommunen Crux-la-Ville
| Referens: INSEE |